# Alâ ud-Dîn Khaljî
Alâ ud-Dîn Muhammad Ier Khaljî, (persan : علاء الدین خلجی) est un sultan de Delhi de la dynastie des Khaljî d’origine afghane entre 1296 et 1316.
Alâ ud-Dîn Muhammad Khaljî est le neveu et le beau-fils du fondateur de la dynastie, Jalâl ud-Dîn Fîrûz II Khaljî. Après la chute du Malik Chhajju, il est nommé gouverneur de Kara, près de Allâhâbâd. En 1292, il repousse un raid de 150 000 Mongols. Il dirige une expédition dans le Mâlwa et prend Bhilsa. Il gagne la réputation d'être un grand militaire. En 1294, sans l'autorisation de son oncle, il organise un raid de pillage très fructueux contre le roi de Devagri, le Yâdava Ramachandradeva, à l’ouest du Dekkan.

## Règne
Alâ ud-Dîn Khaljî se fait proclamer sultan le 19 juillet 1296 après l'assassinat de son oncle. Il s’illustre par sa volonté de renforcer le royaume.
Il commence par s'imposer à l'intérieur, élimine les partisans de son oncle et tue tous ceux qui lui semblent dangereux. Pour réduire la puissance des chefs militaires, il supprime le système féodal de l’iqtâ, fondé sur l’octroi de fiefs en échange d’un service militaire.
Le sultanat subit les raids du khanat de Djaghataï (1297, 1299-1300, 1303, 1304, 1327) et doit renforcer le dispositif défensif de la frontière occidentale. En février 1299, une armée commandée par deux de ses frères envahit le Gujarat. Elle met à sac les cités, n’épargnant ni les Hindous ni les Musulmans. Les temples sont systématiquement détruits et les idoles brisées. Le sultan se tourne contre les principautés rajput et s'empare de Ranthambore dès 1301. En 1303, une armée djaghataïde de 120 000[réf. nécessaire] hommes dirigée par le prince Turgaï marche contre Delhi qu’elle assiège pendant plusieurs mois. Ne pouvant démolir les murailles de la ville, les Mongols se retirent, après avoir saccagé toute la région et le Penjab. Cette même année, Alâ ud-Dîn Khaljî  s’empare de la forteresse rajput de Chitor qui se défend héroïquement. Le sultan du Mâlwa est vaincu et tué en 1305, et ses États annexés. À partir de 1307, le général Malik Kafur, un eunuque hindou au service du sultan, mène des raids dans le Dekkan, qu'il soumet jusqu’au royaume de Pândya. Madurai est mise à sac en avril 1311. Sans annexer leurs territoires, le sultan contraint les souverains du Sud à lui payer un tribut annuel.
Afin de lutter contre les rébellions dans l’empire, le sultan instaure un régime répressif: confiscation des biens, surcharge des taxes, suppression des pensions et usufruits afin de limiter la circulation de la monnaie ; espionnage systématique, créant un climat d’insécurité ; prohibition des alcools et drogues, interdiction des réunions et des réceptions. Il crée quatre centres commerciaux à Delhi, chacun d’eux étant spécialisé. Le supplément de grain est entreposé dans les magasins impériaux et il est interdit à quiconque d’engranger. Les marchands sont obligés d’être inscrit sur un registre du ministre du Commerce, qui contrôle aussi les centres commerciaux.
Il meurt d'un œdème le 4 janvier 1316, peut-être assassiné par le général Malik Kafur qui tente de lui succéder. Mais celui-ci est décapité par les gardes turcs fidèles au fils du sultan. Mubârak exerce alors la régence pour son jeune frère, désigné comme sultan, puis lui fait crever les yeux et s’empare du trône en avril 1316.

## Film
- Padmaavat

## Sources
- History of Delhi Sultanate, par M.H. Syed Publié par Anmol Publications PVT. LTD., 2004  (ISBN 812611830X et 9788126118304)
- History of Medieval India: From 1 000 A.D. to 1 707 A.D., par Radhey Shyam Chaurasia Publié par Atlantic Publishers & Distributors, 2002  (ISBN 8126901233 et 9788126901234)

- Notices d'autorité :   - VIAF
  - ISNI
  - LCCN
  - GND
  - Israël
  - WorldCat